# Pucciniastrum circaeae
Pucciniastrum circaeae är en svampart som först beskrevs av Heinrich Christian Friedrich Schumacher, och fick sitt nu gällande namn av Speg. 1888. Pucciniastrum circaeae ingår i släktet Pucciniastrum och familjen Pucciniastraceae.   Inga underarter finns listade i Catalogue of Life.